# Bourbonnais (Illinois)
Bourbonnais – wieś w Stanach Zjednoczonych, w stanie Illinois, w hrabstwie Kankakee.